# Watzmann

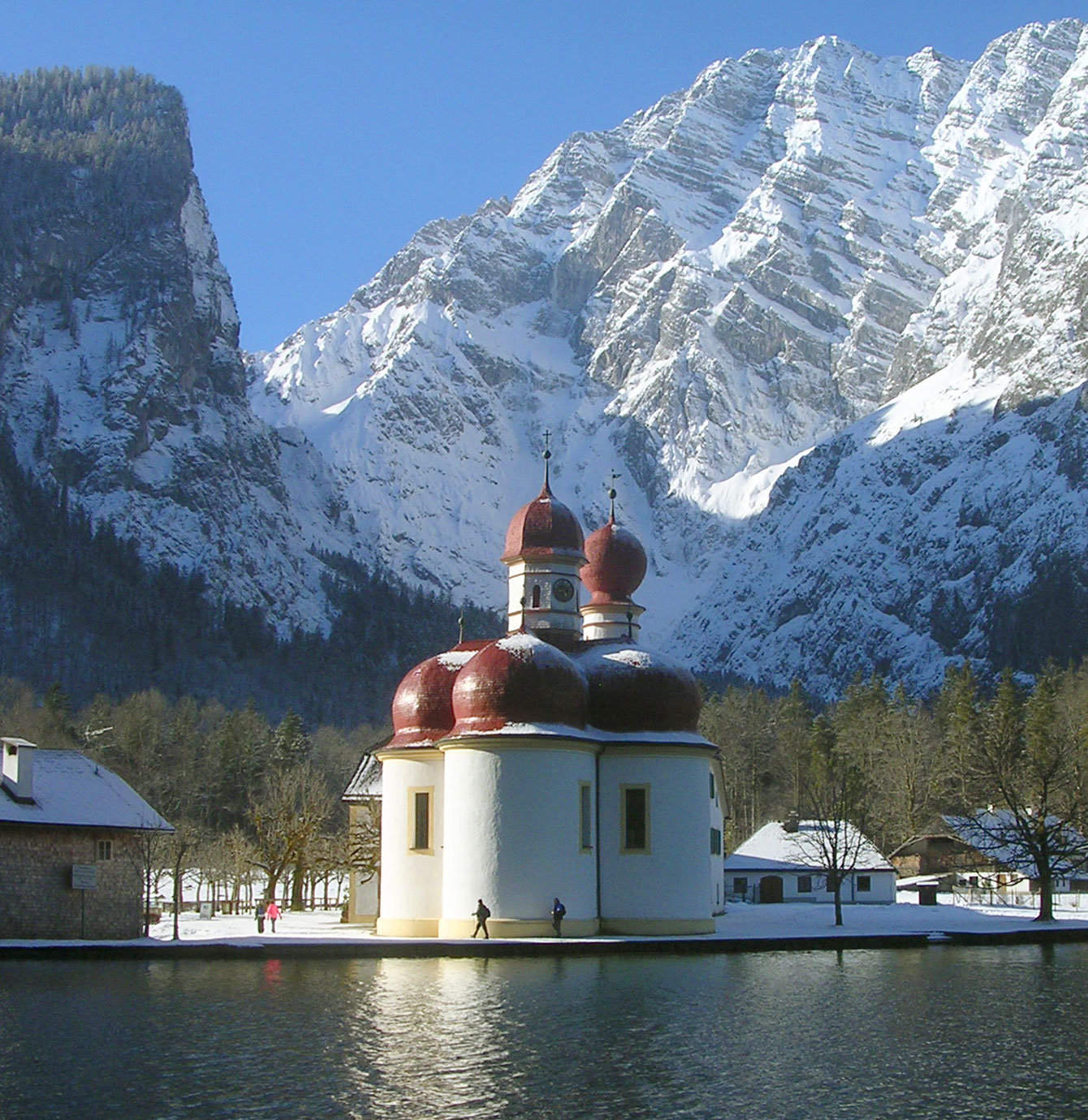
Igreja no lago Königsee, Watzmann ao fundo

A Watzmann é é uma montanha nos Alpes de Berchtesgaden, ao sul da vila de Berchtesgaden. É o terceiro mais alto da Alemanha e o mais alto localizado inteiramente em território alemão. 
Três picos principais se agrupam em um eixo N-S ao longo de uma crista na metade ocidental mais alta da montanha: Hocheck (2.651 m), Mittelspitze (Pico Médio, 2.713 m) e Südspitze (Pico Sul, 2.712 m).
O maciço de Watzmann também inclui os 2.307 m Watzmannfrau (Esposa de Watzmann, também conhecida como Kleiner Watzmann ou Pequena Watzmann), e o Watzmannkinder (Crianças de Watzmann), cinco picos mais baixos no recesso entre os picos principais e a Watzmannfrau.
Todo o maciço fica dentro do Parque Nacional de Berchtesgaden.

## Geleira Watzmann e outros campos de gelo
A geleira Watzmann está localizada abaixo da famosa face leste do Watzmann no circo Watzmann e é cercada pelo Watzmanngrat arête, o Watzmannkindern e o Kleiner Watzmann.
O tamanho da geleira reduziu de cerca de 30 hectares (74 acres) em 1820 até se dividir em alguns campos de firn, mas entre 1965 e 1980 avançou significativamente novamente e agora tem uma área de 10,1 hectares (25 acres).
Acima e a oeste do campo de gelo estão os restos de um bombardeiro de transporte JU 52 que caiu em outubro de 1940.
Entre os outros campos permanentes de neve e gelo, a Eiskapelle ("Capela de Gelo") é a mais conhecida devido à sua fácil acessibilidade a partir de São Bartolomä. O Eiskapelle pode muito bem ser o campo de neve permanente mais baixo dos Alpes. Sua extremidade inferior tem apenas 930 metros de altura no vale superior de Eisbach e fica a cerca de uma hora de caminhada de São Bartolomä, no Königssee. O Eiskapelle é alimentado por poderosas avalanches que deslizam da face leste do Watzmann na primavera e se acumulam no ângulo da face da rocha. Às vezes, uma abóbada em forma de portão se forma no gelo no ponto em que o Eisbach emerge do Eiskapelle. Antes de entrar, há um sinal de alerta urgente de que outras pessoas foram mortas pela queda de gelo.
Na própria face leste há outro campo de gelo no chamado circo Schöllhorn, chamado Schöllhorneis, que é atravessado pelo Caminho Kederbach (Kederbacher-Weg). O circo e o campo de gelo têm o nome do cidadão de Munique, Christian Schöllhorn, que foi a primeira vítima na face leste. Em 26 de maio de 1890, ele caiu na extremidade superior do campo de gelo no randkluft e foi fatalmente ferido. Outro pequeno campo de neve sem nome está localizado várias centenas de metros abaixo do Mittelspitze, também na face leste.